# Elektrolytische condensator

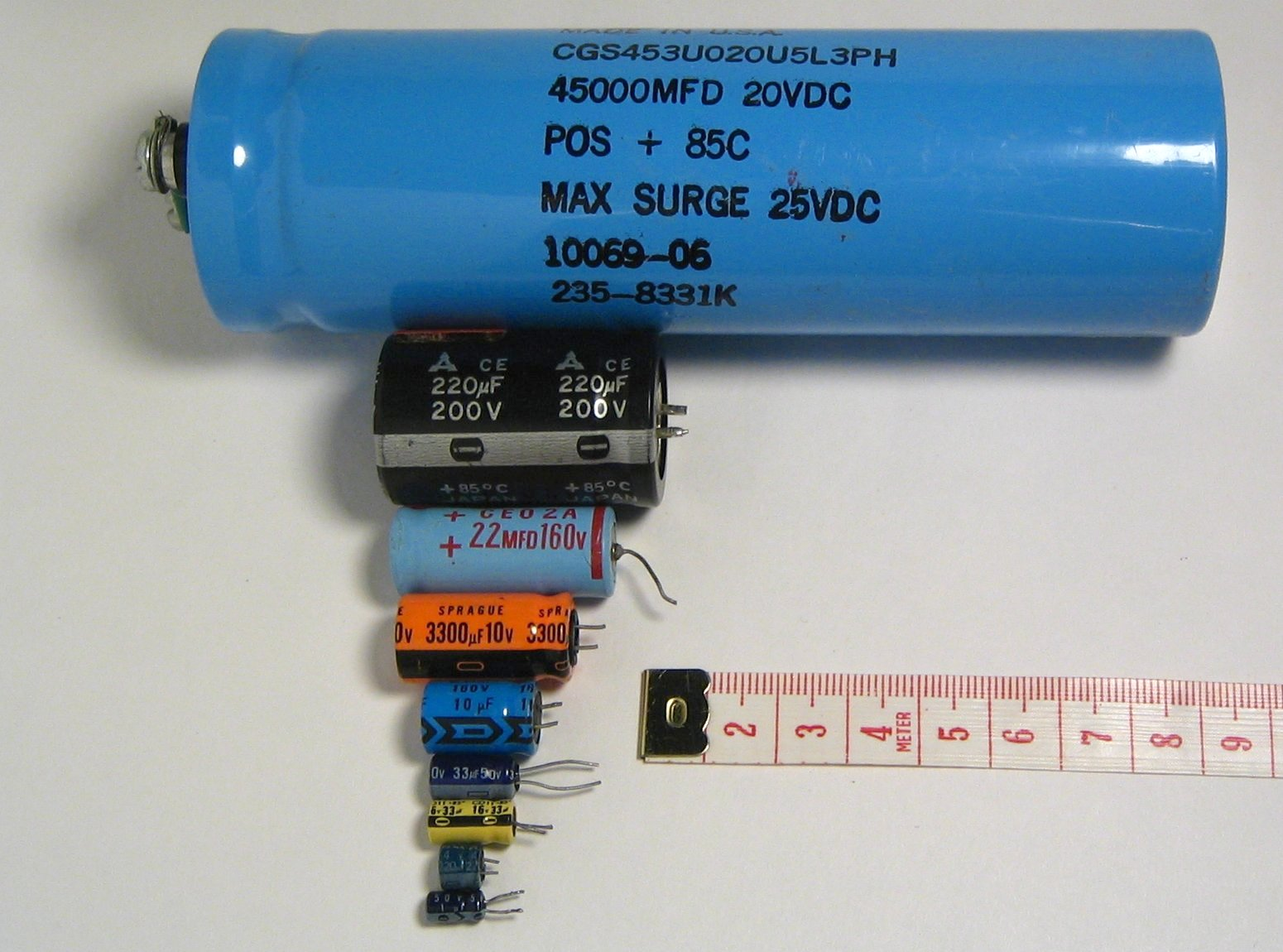
Elektrolytische condensatoren in verschillende afmetingen

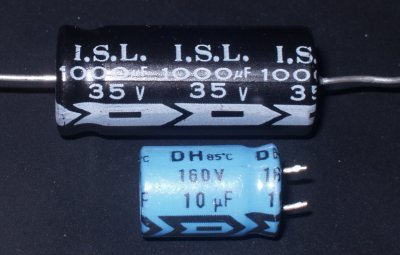
Voorbeelden van elco's. De opgedrukte pijlen wijzen naar de negatieve pool.

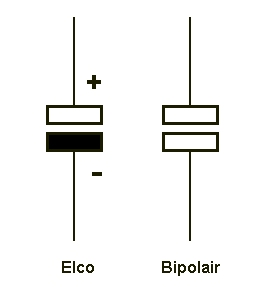
Schematische voorstelling van elco's

Een elektrolytische condensator (afgekort elco) is een speciale uitvoering van een condensator die het mogelijk maakt bij een relatief klein volume toch een grote capaciteit te realiseren. Een elektrolytische condensator gebruikt een specifiek isolatiemateriaal dat een grotere capaciteit oplevert dan conventionele condensatoren, maar dat niet bestand is tegen het aanleggen van de verkeerde polariteit. In dat geval zal de elco defect raken en kan deze ontploffen.
Naast de gebruikelijke aluminium-elco zijn er de tantaal-elco en de niobium-elco, die op hetzelfde principe berusten, maar van andere materialen gebruikmaken. 

## Aluminium-elco
De aluminium-elco bestaat in principe uit een elektrode van aluminium, de anode, die gedrenkt is in een elektrolyt, die de andere elektrode vormt, de kathode. De elektrolyt is zodanig dat bij het eerste formeringsproces de stroomdoorgang zorgt voor de vorming van een laagje aluminiumoxide op de anode dat het eigenlijke diëlektricum is. Aluminiumoxide is een uitstekende isolator met een hoge doorslagveldsterkte. 
De praktisch uitvoering bestaat uit twee stroken aluminiumfolie, met daartussen papier gedrenkt in een elektrolyt, samen opgerold tot een handzaam formaat. De ene folie is de anode en daarvan is het oppervlak sterk opgeruwd. De anode is bedekt met een dun laagje aluminiumoxide. Door de opruwing van de anode kan een oppervlaktevergroting van meer dan een factor 100 worden bereikt. De elektrolyt vult ook de ruimte aan de oppervlakte van de met oxide bedekte anode op. De andere folie vormt de verbinding met de elektrolyt en is de kathode.
De capaciteit van een (opgerolde) plaatcondensator is:
{\displaystyle C={\frac {\varepsilon A}{d}}}
Daarin is
{\displaystyle C} de capaciteit in F;
{\displaystyle A} de effectieve oppervlakte in m²;
{\displaystyle d} de afstand tussen anode en kathode in m;
{\displaystyle \varepsilon } de permittiviteit van het gebruikte diëlektricum in F/m
De grote capaciteitswaarde van de elco is te danken aan:
- de hoge doorslagveldsterkte van aluminiumoxide (ongeveer 100 V/µm), zodat heel dunne lagen aluminiumoxide (kleine {\displaystyle d}) gebruikt kunnen worden en doordat de condensator zelfherstellend is;
- de door opruwing bereikte oppervlaktevergroting (grote {\displaystyle A}) van de anode, die met aluminiumoxide is bedekt.

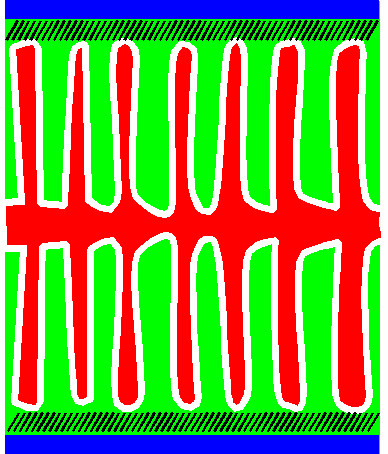
Doorsnede door een elco.
Een elco heeft twee opgerolde aluminiumfolies
Opgeruwde anodefolie (aluminium)
Aluminiumoxide (isolatie)
Elektrolytische vloeistof
Kathodefolie (aluminium)
Spacerfolie (open papier of ander materiaal)

 Elco's hebben zelfherstellende eigenschappen. Als het oxide is beschadigd (te dun geworden) wordt het vanuit de elektrolyt weer aangevuld als er een voldoende hoge spanning op de elco wordt gezet. De elektrolyt kan verdampen door de jaren heen. In dat geval zakt de capaciteit tot vrijwel nul. De snelheid waarmee de elektrolyt naar buiten diffundeert, verdubbelt zich voor elke 10 °C hogere temperatuur.
Kwaliteitselco's hebben een levensduur van 10.000 uur bij 105 °C. Goedkope kleine elco's slechts 1000 uur bij 85 °C. Omdat elco's meestal bij veel lagere temperaturen gebruikt worden, is de werkelijke levensduur veel langer.
Verwarming van de elco vindt niet alleen plaats door de omgeving (bijvoorbeeld in een spaarlamp), maar ook doordat er rimpelstroom door de condensator loopt, die de condensator opwarmt doordat de elektrolyt door zijn vrij grote weerstand warm wordt. Bij elco's wordt dan ook altijd behalve de toelaatbare spanning opgegeven hoeveel rimpelstroom (uitgedrukt in ampère RMS) er door de elco mag lopen.
Het is gunstig als er regelmatig spanning op een elco staat, zodat het aluminiumoxide in goede staat blijft. Van elco's die te lang zonder spanning (en dan vooral bij hoge temperatuur) hebben opgeslagen gelegen kan het aluminiumoxide zo sterk zijn beschadigd (in de elektrolyt opgelost), dat de elco niet meer bruikbaar is (er ontstaat dan kortsluiting bij aanleggen van een spanning).

## Toepassingen
- Elco's worden toegepast als een grote capaciteit (meer dan ca. 1 μF) nodig is, zoals voor wisselspanningsontkoppeling. Grote elco's (meer dan ca. 100 μF) worden vooral gebruikt voor het afvlakken van voedingsspanning na gelijkrichting.
- In elektronische apparatuur worden elco's vooral toegepast in schakelende voedingen en voor het stabiliseren van de voedingsspanning rondom verbruikers, zoals de processor en het geheugen in computers. Veel moederborden bevatten 15 tot 30 elco's van 1500 μF of meer. De capaciteiten van elco's lopen (anno 2025) op tot meer dan 2,7 F, al is de werkspanning in dat geval beperkt tot 2,4 V.[1]
- In scheidingsfilters van luidsprekerkasten worden vaak bipolaire elco's gebruikt. Deze bestaan uit twee in serie geschakelde polaire elco's met de + of de - kant aan elkaar, zo is er geen verplichte polariteit meer. Ze kunnen net als gewone condensatoren willekeurig worden aangesloten. Ze zijn verkrijgbaar in waarden tussen 470 nF en 1 mF (1000 µF).
- Op alle condensatormotoren die gebruikt worden in de wasmachines, branders, circulatiepompen.

## Vervangingsschema

Vervangingsschema condensator
R_{lek}: lekweerstand
R_{esr}: equivalente serieweerstand
L_{esl}: equivalente serie-inductie

Een elektrolytische condensator is geen ideale condensator, met uitsluitend capacitieve eigenschappen, maar kan worden voorgesteld door een vervangingsschema zoals hiernaast afgebeeld.
Ten gevolge van de lekweerstand {\displaystyle R_{\text{lek}}} parallel aan de ideale capaciteit {\displaystyle C} zal een condensator zelfontlading vertonen. Een lage inwendige weerstand {\displaystyle R_{\text{esr}}} (equivalente serieweerstand) is vooral van belang voor schakelende voedingen waarbij een hoge laad/ontlaadstroom vereist wordt.

## Waarschuwingen
- De meeste elco's zijn gepolariseerd: de + en de - aansluiting mogen niet worden verwisseld, daar dit kan leiden tot een ontploffing. De juiste polariteit staat op de condensator aangegeven. Er bestaan ook tantaal-elco's en niobium-elco's. Deze zijn zo mogelijk nog gevoeliger voor verkeerd aansluiten dan gewone elco's.
- Elco's kunnen tot lang na uitschakeling van een apparaat spanning vasthouden. Een elco met grote capaciteit kan zelfs elektrocutiegevaar opleveren. Het (per ongeluk) kortsluiten van een opgeladen elco kan leiden tot brandwonden.
- Elektrolytische condensatoren hebben een maximale werkspanning. Bij overschrijding daarvan kan de condensator onherstelbaar beschadigd raken en gaan lekken.